# Янгорас
Янгора́с (рос. Янгорас, чув. Янкурас) — присілок у Чувашії Російської Федерації, у складі Аліковського сільського поселення Аліковського району.
Населення — 273 особи (2010; 312 в 2002, 334 в 1979, 426 в 1939, 310 в 1926, 220 в 1897, 189 в 1858).
Національний склад (на 2002 рік):
- чуваші — 97 %

## Історія
Історичні назви — Янгуряс. Засновано 19 століття як околоток села Успенське (нині Аліково). До 1866 року селяни мали статус державних, займались землеробством, тваринництвом, виробництвом взуття та одягу. 1930 року створено колгосп «Юман». До 1927 року присілок входив до складу Шуматовської та Аліковської волостей Ядринського повіту. З переходом на райони 1927 року — спочатку у складі Аліковського, у період 1962–1965 років — у складі Вурнарського, після чого знову переданий до складу Аліковського району.